# Ronde Put
De Ronde Put is een natuurgebied tussen Postel en Retie. Het meet 206 ha en ligt aan beide zijden van het Kanaal Dessel-Turnhout-Schoten. Het gebied is Europees beschermd als onderdeel van Natura 2000-gebied (habitatrichtlijngebied 'Valleigebied van de Kleine Nete met brongebieden, moerassen en heiden' (BE2100026) en vogelrichtlijngebied 'Ronde Put' (BE2101639)).
In feite bestaat het gebied uit drie delen: Ronde Put, het Reties Goor en de Watering, en het ligt in de gemeenten Mol en Retie. De Ronde Put was vroeger een van de vele moerputten in de omgeving. In 1936 werd van deze 20 ha metende put een visvijver gemaakt en werd de omgeving ingericht als jachtgebied. Ten noorden van het de Ronde Put ligt het gebied De Moeren, vroeger een uitgestrekt moerasgebied.
De omgeving van de Ronde Put kenmerkt zich door natte heide, droge heide, gagelstruweel, en elzenbroekbossen. Ook is er veel cultuurland in het reservaat aanwezig. Het gebied is van belang voor weide- en moerasvogels en voor de bijzondere vegetatie. De eigendomsverhoudingen zijn echter nogal versnipperd, zodat nog veel aankopen moeten worden verricht om een aaneengesloten gebied te verkrijgen.